# Neolitska revolucija
Neolitska revolucija je pojem, ki se nanaša na prvo poljedelsko revolucijo – na popolnoma spremenjen način življenja, saj so se lovci in nabiralci začeli ukvarjati s poljedelstvom, kar jim je omogočilo stalno naselitev. Arheološke najdbe kažejo, da so začeli udomačevati razne rastline in živali na najmanj šestih krajih po svetu neodvisno drug od drugega. Najstarejše sledi, ki pričajo o tem so bile najdene na Bližnjem vzhodu in v današnji Indiji in izvirajo iz časa  pred okoli 10.000 leti.
Neolitska revolucija se nanaša na uvajanje enostavnih načinov pridobivanja hrane. Od njenega začetka se je v nekaj naslednjih tisočletjih družba spremenila tako, da je dotedj prevladujoče, majhne in premikajoče se skupine lovcev nabiralcev, nadomestila kmečka družba, ki je temeljila na zgrajenih vaseh, pozneje mestih, pri čemer se je korenito spremenilo tudi njihovo naravno okolje. To je bilo posledica posebnih oblik pridobivanja hrane (namakanje in razne oblike skladiščenja), kar je omogočalo, da so te družbe ustvarjale presežke hrane. Naselja so imela vse več prebivalcev, pojavili so se prva delitev dela, tržno gospodarstvo, razvoj umetnosti, arhitekture in kulture, centralizirana uprava in politične strukture, hierarhične ideologije ter neosebni sistemi znanja (lastništvo in pisava). 
Najzgodnejši in najbolj čist primer take spremembe so sumerska mesta iz okoli 3500 pr. n. št. Njihov nastanek označuje konec neolitske prazgodovinske dobe.

## Kmetijska tranzicija
Izraz neolitska revolucija je skoval leta 1923 V. Gordon Childe, ko je opisal prve v seriji kmetijske obrate v bližnjevzhodni zgodovini. Obdobje, ki ga je opisal kot »revolucijo« označuje njegov velik pomen in stopnjo sprememb, ki je vplivalo na skupnosti, v katerih so bile nove kmetijske prakse postopoma sprejele in izpopolnjene.
Začetek tega procesa je v različnih regijah datiran od 10.000 do 8000 pred našim štetjem v Rodovitnem polmesecu  in morda 8000 pred našim štetjem v močvirju Kuk v Maleziji. Ta prehod se povsod zdi povezan s spremembo iz načina življenja večinoma nomadskih lovcev-nabiralcev na bolj ustaljeno, ki temelji na poljedelstvu, udomačitvi različnih rastlinskih in živalskih vrst, odvisno od lokalne vrste, ki je na voljo in verjetno tudi pod vplivom lokalne kulture. Nedavne arheološke raziskave kažejo, da v nekaterih regijah, kot so jugovzhodna Azija, prehod iz lovcev-nabiralcev do kmetov ni bila linearna, ampak specifična za določeno regijo. 

## Udomačitev rastlin
Ko je kmetijstvo začelo pridobivati zagon, okoli 9000 pr. n. št., je človeška aktivnost povzročila selekcijo žitnih trav (začenši s piro, enozrnico in ječmenom), in ne le tistih, ki se zavzema za več kalorij z večjimi semeni. Rastline, ki so imele lastnosti, kot so majhna semena ali grenak okus so bile videti kot nezaželene. Rastline, ki so hitro razsipale svoje seme bi ob žetvi težko zbrali, zato jih niso shranjevali in ne cepili naslednjo sezono; leta spravila so izbrala najprimernejše seme.
Več rastlinskih vrst, pionirske rastline ali neolitske ustanoviteljice rastlin je imenoval Daniel Zohary, ki je izpostavil pomen treh žit, in kaže na udomačitev lanu, graha, čičerike, grenke grašice in leče malo kasneje. Gordon Hillman in Stuart Davies sta izvajala poskuse z divjimi sortami pšenice, da bi dokazala, da bi se proces udomačitve zgodil v relativno kratkem obdobju med dvajset in dvesto let. Nekatere od teh pionirskih poskusov niso uspeli in pridelki so bili zapuščeni, včasih jih je treba znova in uspešno udomačiti tisoč let kasneje: rž, preizkušena in opuščena v neolitski Anatoliji, je svojo pot našla v Evropo kot seme plevela in se je uspešno udomačila tisoč let po začetku kmetijstva. Divja leča predstavlja drugačen izziv: večina divjih semena ne kali v prvem letu. Prvi dokaz udomačitve leče je bil v zgodnjem neolitiku na Jerf el Ahmar (v sodobni Siriji) in se je hitro širila na jug v mesto Netiv HaGdud v dolini reke Jordan.

## Udomačitev živali
Ko je lovec začel nadomeščati stalno proizvodnjo hrane in je ta postala bolj donosna, je držal živali na dosegu roke. Zato je bilo potrebno stalno prinašanje živali v naselja, čeprav je v mnogih primerih bila razlika med relativno stalnimi kmeti in nomadskimi pastirji. Velikost živali, temperament, prehrana, parjenje in življenjska doba so bili dejavniki so bili pomembni pri udomačitvi živali. Živali, kot krave in koze, so dajale mleko (vir beljakovin), uporabne so bile kot delovne živali (za oranje ali vleko), kot tudi vir hrane. Nekatere živali so zagotavljale usnje, volno in gnojilo. Med prvimi udomačenimi živalmi so bili psi (v vzhodni Aziji, pred približno 15.000 leti ), ovce, koze, govedo in prašiči.